# Vanceboro (Maine)
Vanceboro ist eine Town im Washington County des Bundesstaates Maine in den Vereinigten Staaten. Im Jahr 2020 lebten dort 102 Einwohner in 131 Haushalten (in den Vereinigten Staaten werden auch Ferienwohnungen als Haushalte gezählt) auf einer Fläche von 58,02 km².

## Geographie
Nach dem United States Census Bureau hat Vanceboro eine Gesamtfläche von 58,02 km², von der 52,16 km² Land sind und 5,85 km² aus Gewässern bestehen.

### Geographische Lage
Vanceboro liegt im Nordosten des Washington Countys und grenzt an Kanada. Der St. Croix River trennt als Grenzfluss die Länder. Zentral in Vanceboro liegt der LaCoute Lake. Die Oberfläche ist eher eben, die höchste Erhebung ist der 256 m hohe Vance Mountain.

### Nachbargemeinden
- Norden und Osten: New Brunswick, Kanada
- Westen: North Washington, Unorganized Territory

### Stadtgliederung
In Vanceboro gibt es zwei Siedlungsgebiete: Shawville und Vanceboro. Die Siedlung konzentriert sich auf den Grenzübergang zu Kanada.

### Klima
Die mittlere Durchschnittstemperatur in Vanceboro liegt zwischen −11,1 °C (12 °F) im Januar und 20,6 °C (69 °F) im Juli. Damit ist der Ort gegenüber dem langjährigen Mittel der USA um etwa 9 Grad kühler. Die Schneefälle zwischen Oktober und Mai liegen mit bis zu zweieinhalb Metern mehr als doppelt so hoch wie die mittlere Schneehöhe in den USA; die tägliche Sonnenscheindauer liegt am unteren Rand des Wertespektrums der USA.

## Geschichte
Das Gebiet wurde zunächst unter der Bezeichnung Township No. 1, Fourth Range Titcomb Survey (T1 R4 TS) vermessen. Vanceboro wurde am 18. Januar 1871 als Vanceboro Plantation organisiert und am 4. März 1874 erfolgte die Organisation als Town. Mit der Namenswahl für die Town wurde William Vance, ein Mitglied der Gründungsversammlung Maines im Jahr 1819 und ein großer Landbesitzer in der Gegend, geehrt.
Im Jahr 1880 gab es zwei Schulhäuser in Vanceboro, doch aufgrund der schrumpfenden Bevölkerung wurde die letzte Schule 2016 geschlossen.
Vanceboro dient als Grenzübergang nach Kanada. Die Canadian Atlantic Railway, die Maine durchquert, fährt an dieser Stelle zurück nach Kanada. Die European and North American Railway erreichte 1871 Vanceboro. 1915 wurde ein deutscher Offizier bei dem Versuch verhaftet, die Eisenbahnbrücke zwischen Vanceboro und Kanada zu sprengen. Deutschland befand sich zu dieser Zeit im Krieg mit Kanada, bevor die USA in den Ersten Weltkrieg eintraten. Vanceboro liegt an der Bahnstrecke Bangor–Vanceboro. Seit 1994 wird die Strecke durch die Eastern Maine Railway betrieben.
Die vom St. Croix River gespeisten riesigen Seen Spednik und Chiputneticook bilden die nördliche Grenze der Stadt. Der Kanustartplatz ist ein beliebter Ort für diejenigen, die auf dem Fluss paddeln und angeln möchten. Bescheidene Stromschnellen und Campingplätze entlang des Weges bieten Outdoor-Erlebnisse auch für Anfänger.

### Einwohnerentwicklung
| Volkszählungsergebnisse – Town of Vanceboro, Maine | Volkszählungsergebnisse – Town of Vanceboro, Maine | Volkszählungsergebnisse – Town of Vanceboro, Maine | Volkszählungsergebnisse – Town of Vanceboro, Maine | Volkszählungsergebnisse – Town of Vanceboro, Maine | Volkszählungsergebnisse – Town of Vanceboro, Maine | Volkszählungsergebnisse – Town of Vanceboro, Maine | Volkszählungsergebnisse – Town of Vanceboro, Maine | Volkszählungsergebnisse – Town of Vanceboro, Maine | Volkszählungsergebnisse – Town of Vanceboro, Maine | Volkszählungsergebnisse – Town of Vanceboro, Maine |
| Jahr                                               | 1800                                               | 1810                                               | 1820                                               | 1830                                               | 1840                                               | 1850                                               | 1860                                               | 1870                                               | 1880                                               | 1890                                               |
| -------------------------------------------------- | -------------------------------------------------- | -------------------------------------------------- | -------------------------------------------------- | -------------------------------------------------- | -------------------------------------------------- | -------------------------------------------------- | -------------------------------------------------- | -------------------------------------------------- | -------------------------------------------------- | -------------------------------------------------- |
| Einwohner                                          |                                                    |                                                    |                                                    | 17                                                 |                                                    |                                                    |                                                    | 329                                                | 381                                                | 870                                                |
| Jahr                                               | 1900                                               | 1910                                               | 1920                                               | 1930                                               | 1940                                               | 1950                                               | 1960                                               | 1970                                               | 1980                                               | 1990                                               |
| Einwohner                                          | 550                                                | 623                                                | 585                                                | 713                                                | 627                                                | 497                                                | 389                                                | 263                                                | 256                                                | 201                                                |
| Jahr                                               | 2000                                               | 2010                                               | 2020                                               | 2030                                               | 2040                                               | 2050                                               | 2060                                               | 2070                                               | 2080                                               | 2090                                               |
| Einwohner                                          | 147                                                | 140                                                | 102                                                |                                                    |                                                    |                                                    |                                                    |                                                    |                                                    |                                                    |

## Wirtschaft und Infrastruktur

### Verkehr
Die Maine Street 6 verläuft in westöstlicher Richtung durch das Gebiet der Town. Sie endet an der Grenze zu Kanada.

### Öffentliche Einrichtungen
Es gibt keine medizinische Einrichtung in Vanceboro. Die nächstgelegenen befinden sich in Calais.
Vanceboro besitzt keine eigene Bücherei. Die nächstgelegene ist die McAdam Public Library in AcAdam, New Brunswick, Kanada.

### Bildung
Für die Schulbildung in Vanceboro ist das Vanceboro School Department zuständig. Die Vanceboro Elementary School wurde 2016 geschlossen. Zuletzt besuchten 6 Schulkinder die Schule.